# トマス・ダーフィー
トマス・ダーフィー（Thomas D'Urfey, or Tom Durfey, トム・ダーフィー、1653年 - 1723年2月26日）は、イングランドの劇作家、詩人。機知に富んだ戯曲、歌、詩、ジョークを作った。バラッド・オペラの発展においては、重要な革新者かつ貢献者だった。

## 生涯と作品
ダーフィーはデボンシャーに生まれ、代書人となったが、すぐにショービジネスに転向した。ダーフィーはチャールズ2世やその弟ジェームズ2世といった性格がまったく違う人たちや、社会のあらゆる階層の人たちなど、誰とでも親しくなれるほど愛想が良く愉快な人物だったと考えられている。
ダーフィーの生きた時代は、先のイギリス大空位時代（English Interregnum）のピューリタン支配の水平派（レヴェラーズ、Levellers）傾向への反発である、自意識過剰なエリート主義と反＝平等主義の時代だった。ダーフィーはイギリス王政復古（English Restoration）で支配的だった立身出世の雰囲気の中に飛び込んだ。ダーフィーはフランスのユグノーの出自だと主張して、30代になってDurfeyというイングランドの名前にアポストロフィを付け加えたが、実際はそうではなかったようである。
ダーフィーは500曲の歌と32の戯曲を書いた。その最初の作品が1676年の戯曲『The Siege of Memphis』で、これは失敗したものの、翌1677年の喜劇『Madame Fickle』は成功だった。戯曲では他に、『The Fond Husband』（1676年）、『The Virtuous Wife』（1680年）、『Wonders in the Sun, or, The Kingdom of the Birds』（1706年）といったものがある。1698年には、ジェレミー・コリアー（Jeremy Collier）の喜劇批判に対する返答および風刺として『The Campaigners』を書いた。1698年から1720年にかけて出版された全6巻の『Wit and Mirth, or Pills to Purge Melancholy』は、1000曲を超える歌・バラッド曲集である。ダーフィーの戯曲『The Injured Princess』はウィリアム・シェイクスピア『シンベリン』の改作である。ダーフィーは、多くは宮廷からの視点から、ウィットで風刺的なスタイルで手広く創作し、その作品は喜劇の概念の概論である。
ダーフィーの歌は3つのタイプに別れる。宮廷の歌、政治の歌、田舎の歌である。田舎の歌（大ヒットした『The Fart』や『The Lusty Young Smith』）は少なからず卑猥な傾向があった。
ダーフィーの歌には40人を超える作曲家が曲をつけた。ヘンリー・パーセルもその1人で、パーセルはさらに、ミゲル・デ・セルバンテスの『ドン・キホーテ』を戯曲化したダーフィーの『The Comical History of Don Quixote Z.578』（1694年 - 1695年）の劇付随音楽も手掛けた。ダーフィー自身もよく曲を作ったが、本人でさえ出来は良くないと認めていた。
ダーフィーは随筆家のジョゼフ・アディソン（アジソン）（Joseph Addison）やリチャード・スチール（Richard Steele）とは友人だったが、当時の常として、他の詩人・作家たちと精力的に口論した。ダーフィーがパロディを書けば、敵もパロディで返してきた。ダーフィーは歌う時と宣言する時、わずかにどもっていたと言われていて、ある時、嫉妬深いライバルがダーフィーの戯曲『Love for Money（金のための愛）』に『Wit for Money, or, Poet Stutterer（金のための機智、またはどもり詩人』というパロディで応えようとした。
ダーフィーは亡くなったその日のうちにロンドン、ピカデリーのセント・ジェームス教会（St James's Church, Piccadilly）に埋葬された。ダーフィーの歌はその後も愛され、『ベガーズ・オペラ（乞食オペラ）』（1728年）の68曲のうち10曲はダーフィーの歌だった。
「人間を除くすべての動物は、人生の本分はそれを楽しむことだと知っている」（トマス・ダーフィー）。